# 克里斯蒂安-格奥尔格·瓦尔利希
克里斯蒂安-格奥尔格·瓦尔利希（德語：Christian-Georg Warlich，1957年10月4日—），德国男子赛艇运动员。他曾代表西德参加1980年世界赛艇锦标赛，获得男子轻量级单人双桨金牌。